# Isuzu Rodeo
La Isuzu Rodeo fue un deportivo utilitario o SUV mediana fabricada por Isuzu desde el año 1989 hasta el año 2004. Fue fabricada igual por General Motors bajo sus marcas Chevrolet en Colombia, Venezuela, Bolivia, Ecuador, Argentina y Egipto, Opel en Europa y África, Vauxhall en el Reino Unido, y Holden en Australia y Nueva Zelanda. También fue comercializada por Honda en Norteamérica en Canadá, los Estados Unidos y México.

## Historia
La Isuzu Rodeo fue diseñada para competir en el segmento de los SUV en Norteamérica a principios de los 90, comparte plataforma con la Isuzu P'up (Isuzu Faster) fabricada entre 1972–2002. Estaba disponible en 5 puertas y una versión 3 puertas convertible llamada Isuzu Amigo (Posteriormente el Isuzu Amigo se llamaría Rodeo Sport en Norteamérica) con motor de 4 o 6 Cilindros a gasolina / Automática o Manual 5 velocidades en tracción 4x2 o 4x4.
En Asia se fabricó en Japón y Tailandia en versiones Gasolina y Diesel.
General Motors fabricó el Isuzu Rodeo como Chevrolet Rodeo, también habían versiones con marca Opel, Vauxhall, Holden Frontera, Honda Norteamérica la comercializó en EE. UU. y Canadá, su propia versión llamada Honda Passport que solo consistía en cambios de logotipo.

## Isuzu Rodeo/Wizard & Isuzu Amigo/Mu 1989 - 1998
El Isuzu Mu 3 puertas convertible fue presentado en Japón en 1989, en 1990 se presentó el Isuzu Wizzard 5 puertas.
En Norteamérica se comercializó en el segundo cuarto como Isuzu Amigo (Mu) y fue descontinuado en 1994. El Isuzu Rodeo (Wizard) fue presentado en 1990 como modelo 1991.
General Motors Europa comercializó el Frontera (5 puertas) y Frontera Sport (3 puertas convertible) en sus concesionarios Opel (Europa) y Vauxhall. En Mecánicas Gasolina y Diesel solo disponible en 4x4 transmisión manual.

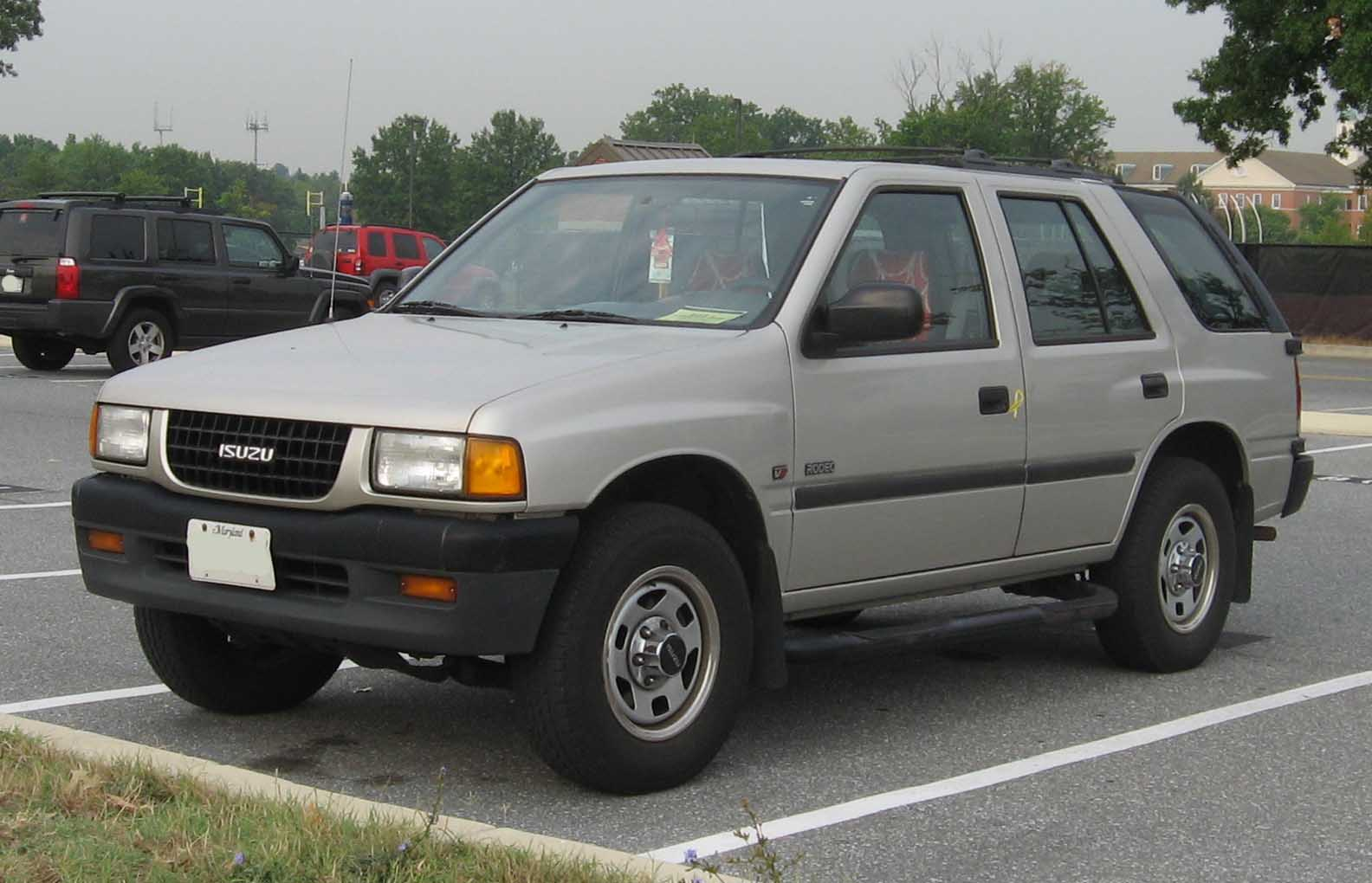
Isuzu Rodeo(US)

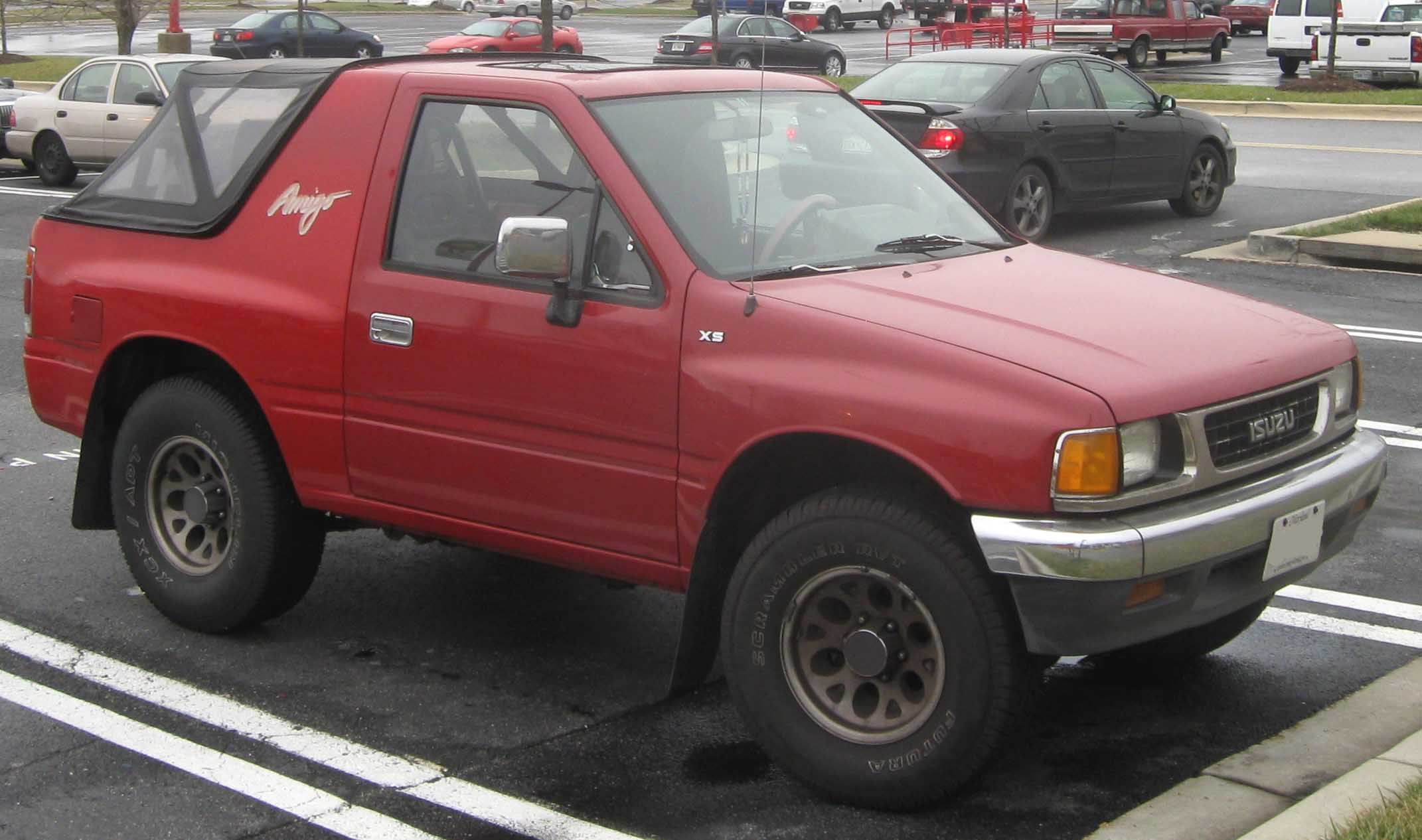
Isuzu Amigo(US)

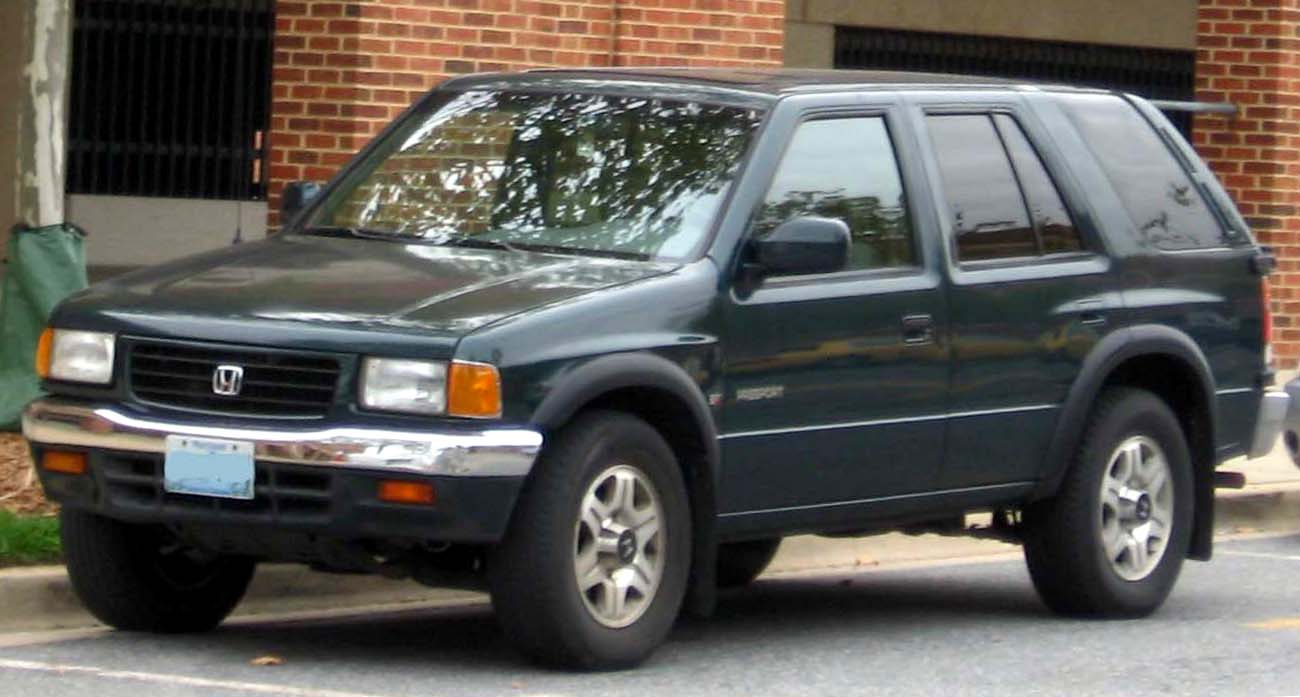
Honda Passport(US)

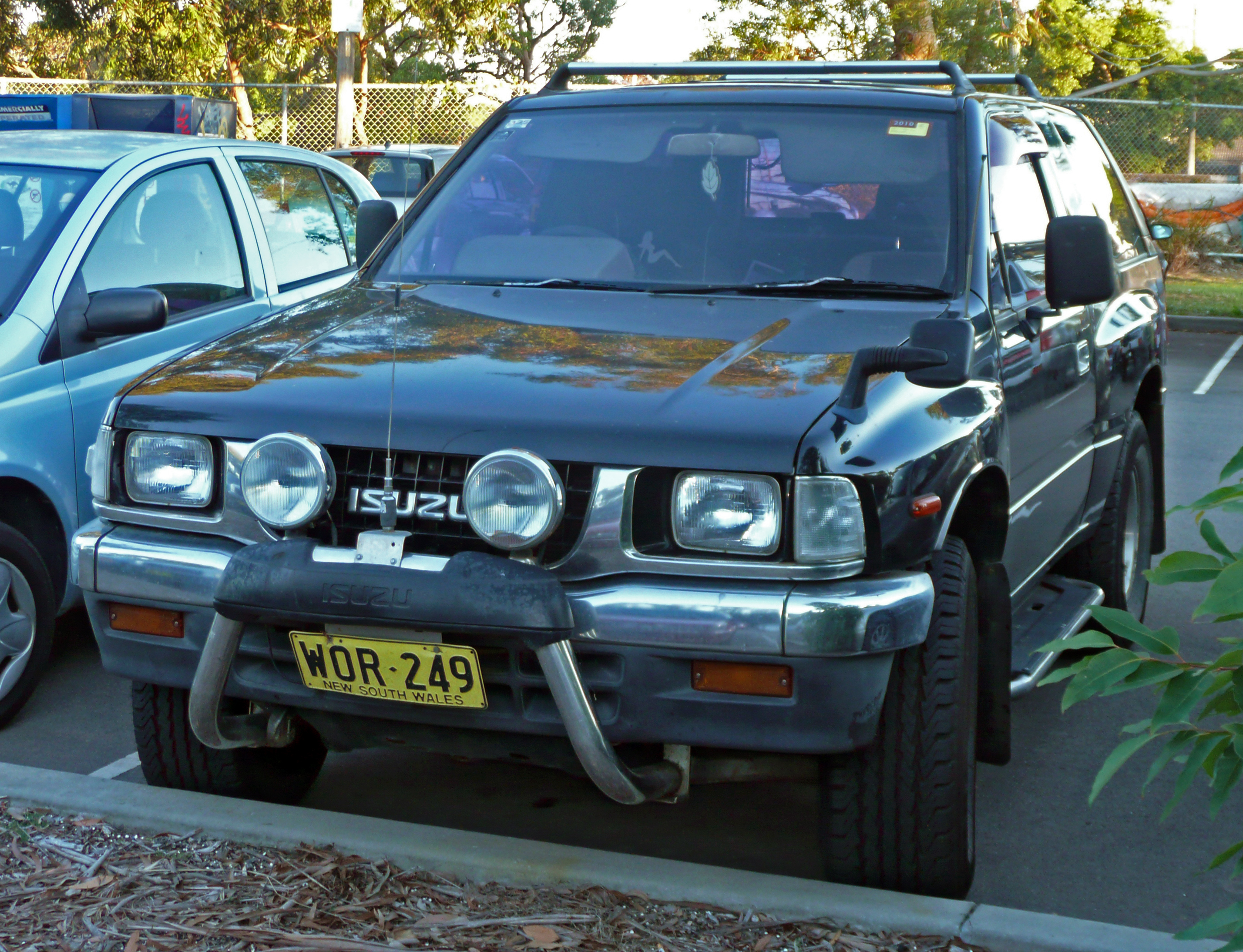
Isuzu Mu (Australia)

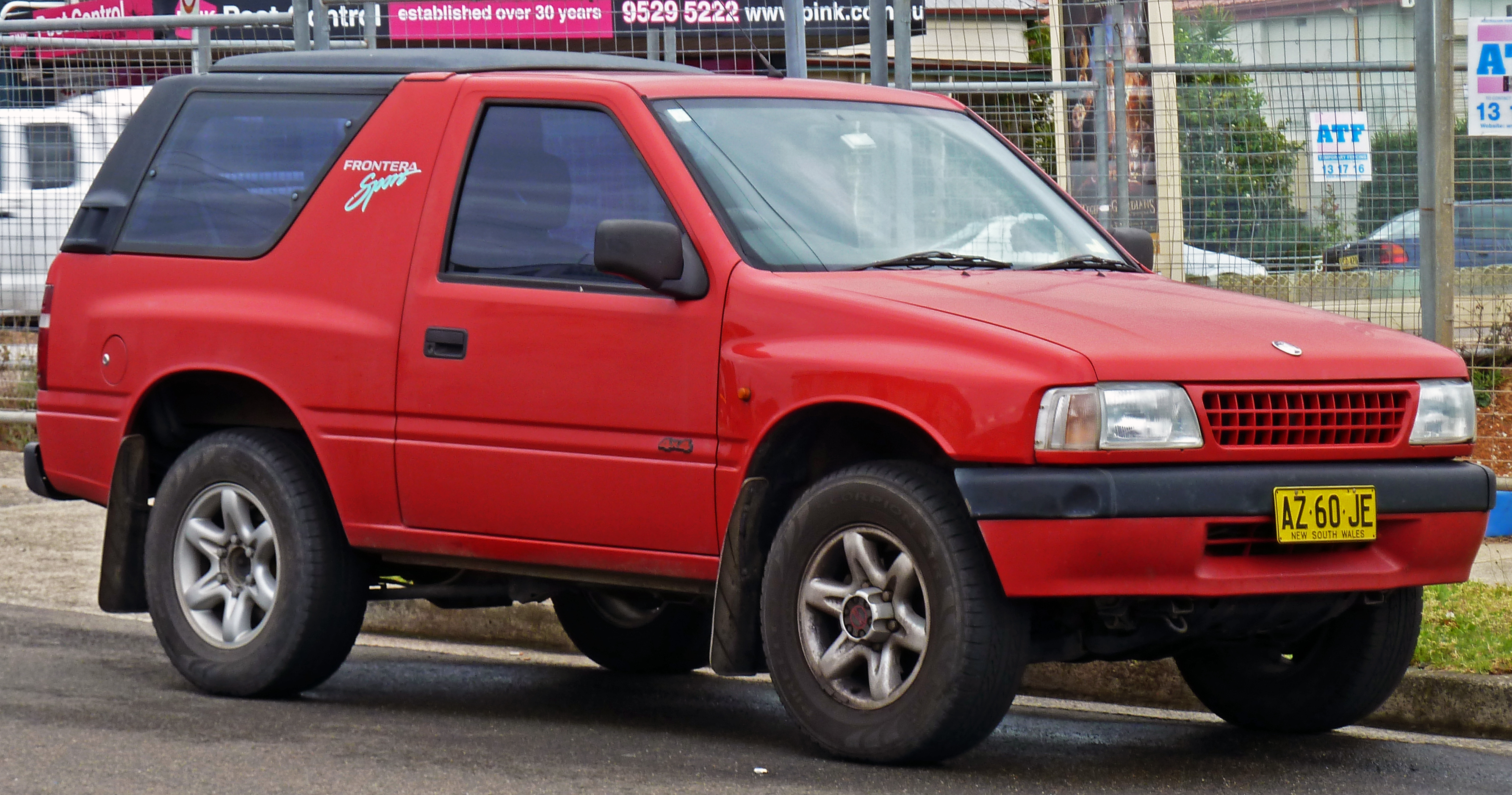
Holden Frontera (Australia)

## Isuzu Rodeo/Wizard & Isuzu Amigo/Mu 1999 - 2004
El Isuzu Rodeo y Amigo (3 puertas convertible) fue presentado en EE. UU. como modelo 1998. En Japón se presentó el Isuzu Wizzard 5 puertas y Mu 3 puertas respectivamente.
General Motors Europa comercializó el Frontera (5 puertas) y Frontera Sport (3 puertas convertible) en sus concesionarios Opel (Europa) y Vauxhall. En mecánicas Gasolina y Diesel solo disponible en 4x4 transmisión manual.

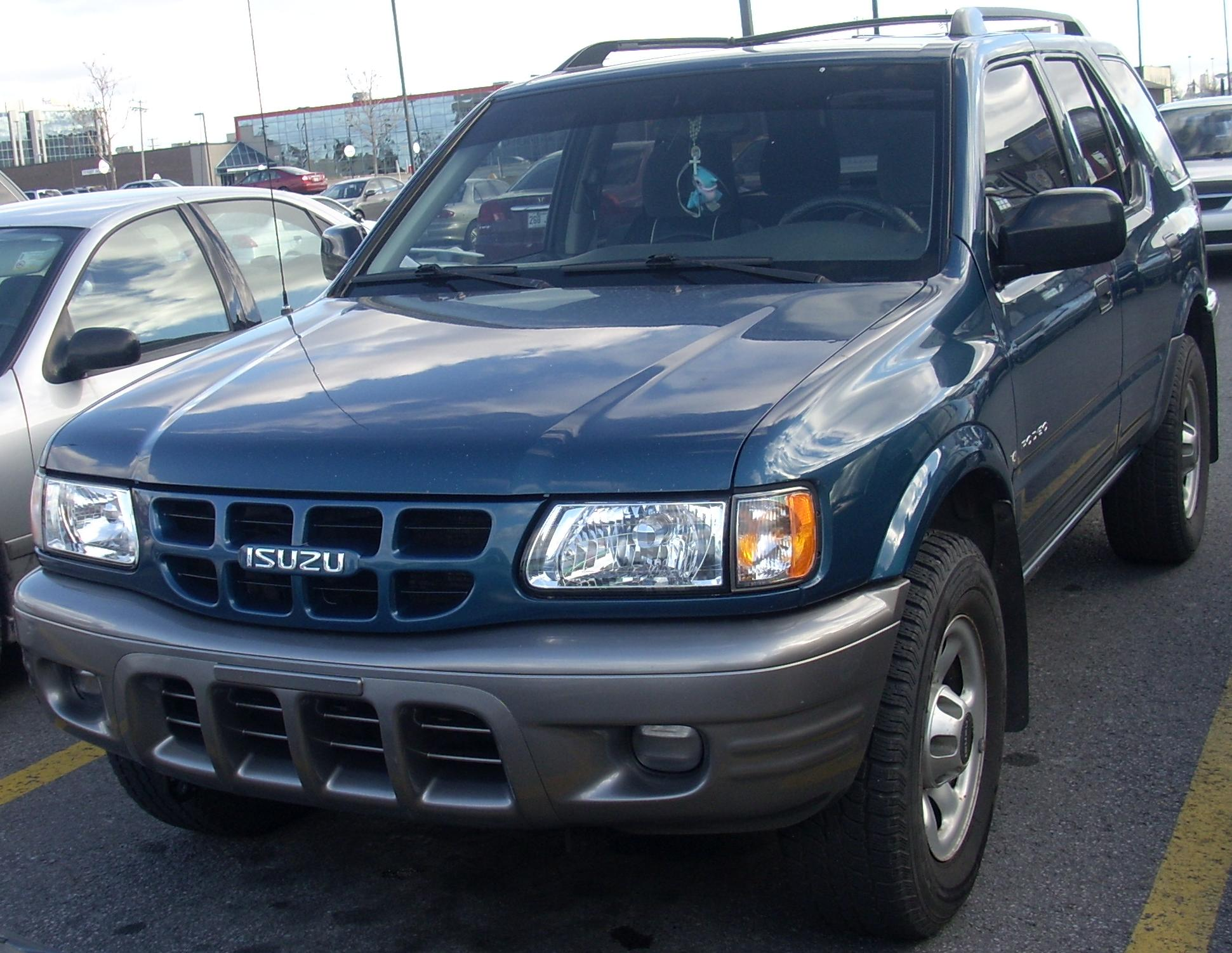
Isuzu Rodeo S (US)

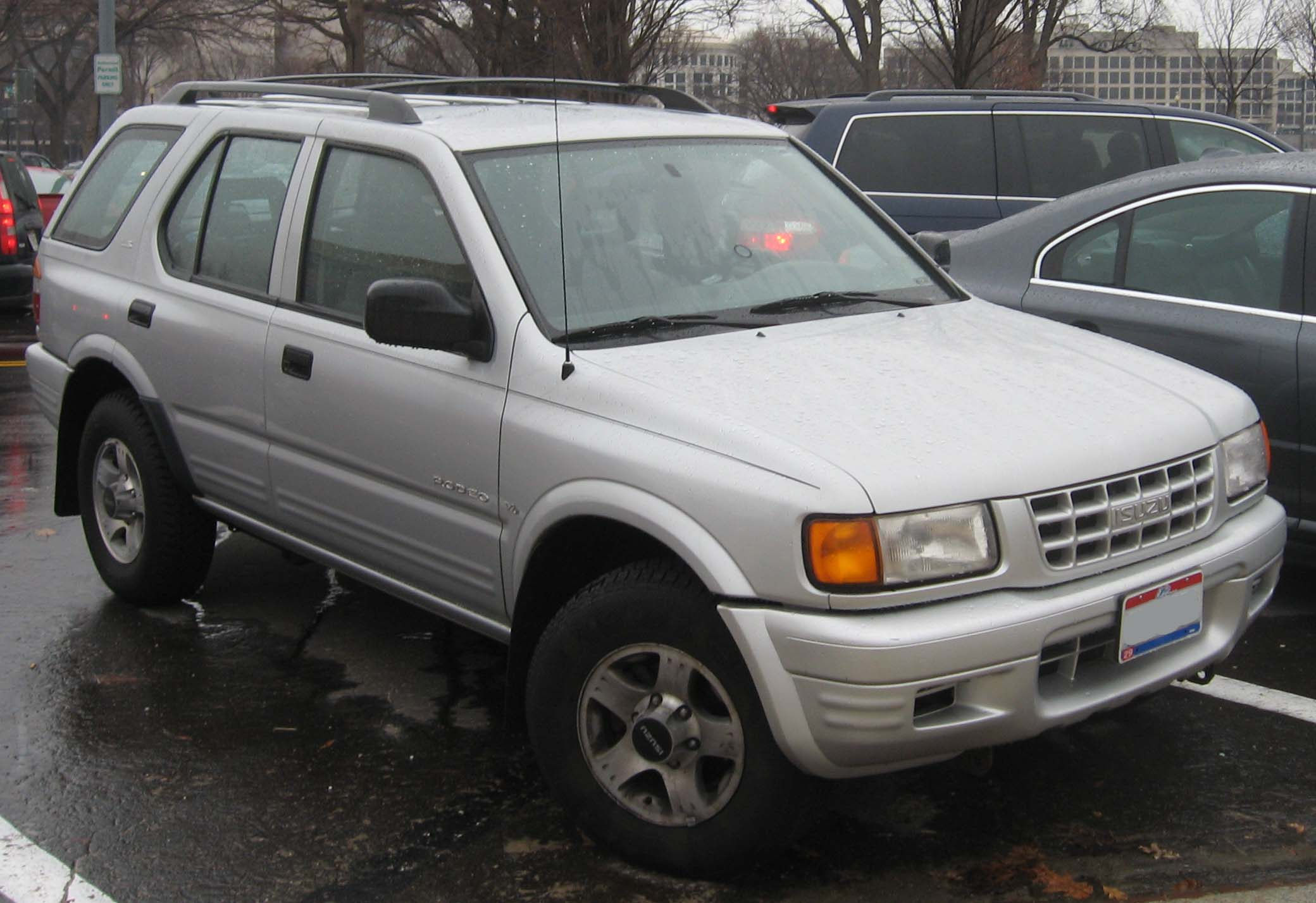
Isuzu Rodeo V6 (US)

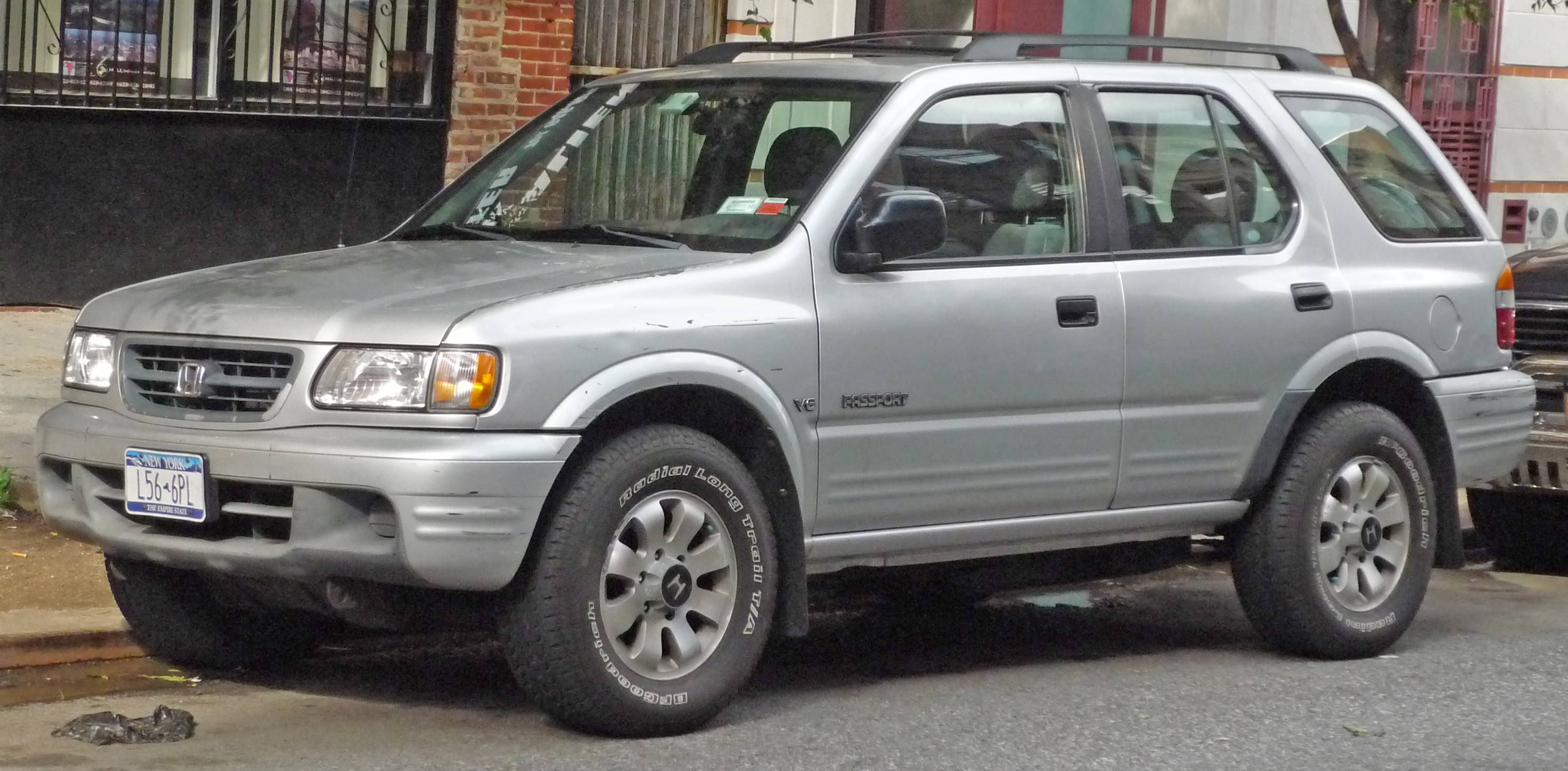
Honda Passport (US)

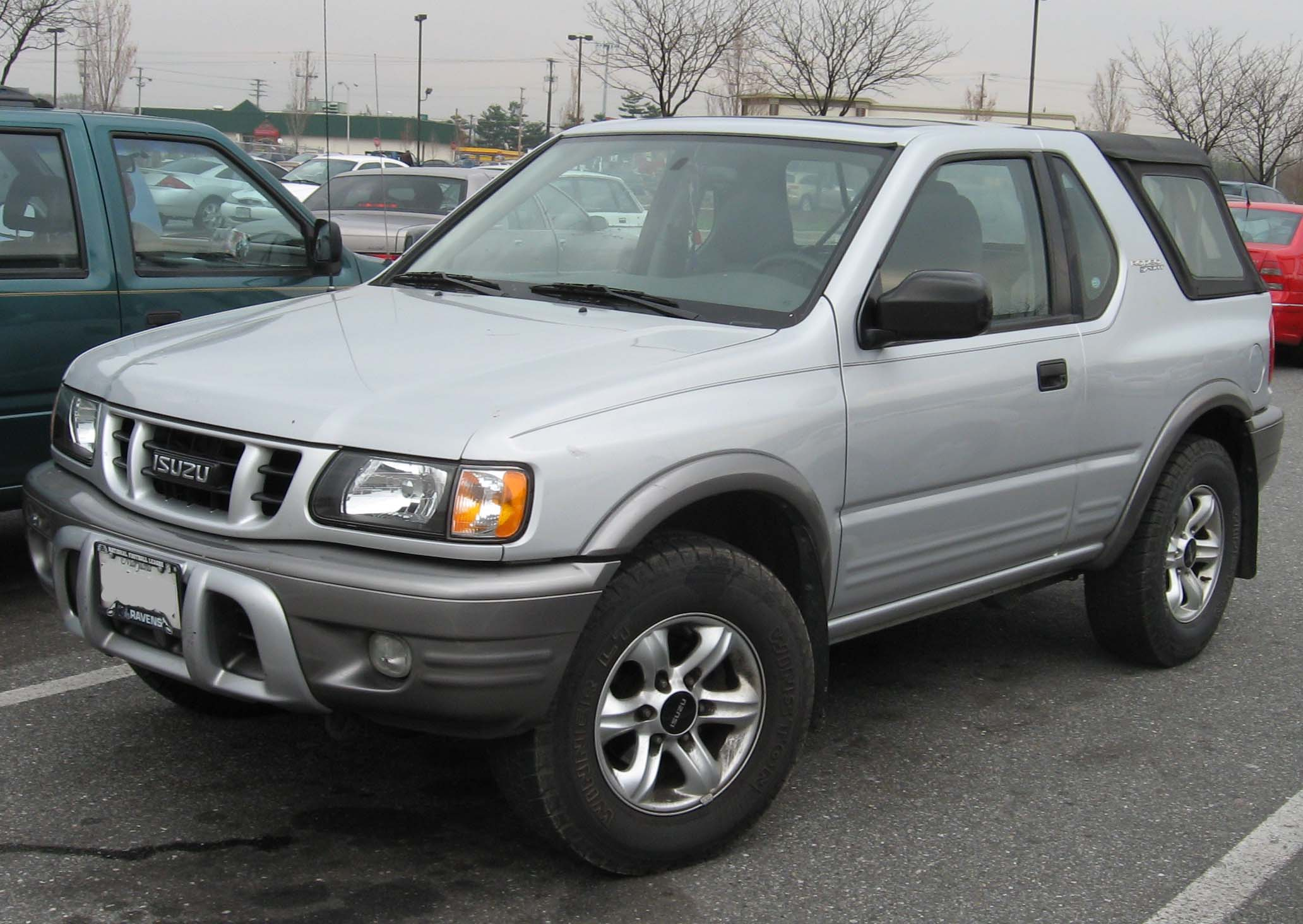
Isuzu Rodeo Sport (US)

## Primera Generación 1989 - 1998
- Se fabricó por GM Ecuador para comercializar como Chevrolet Rodeo en Ecuador, Bolivia y Colombia.
- Se fabricó por Isuzu Japón para comercializar en Japón como Isuzu Wizard y Mu.
- Se fabricó por Isuzu Japón para comercializar en Australia y Nueva Zelanda como Holden Rodeo y Rodeo Sport.
- Se fabricó por GM Reino Unido para comercializar en Reino Unido como Vauxhall Frontera y Frontera Sport.
- Se fabricó por GM Reino Unido para comercializar en Europa como Opel Frontera y Frontera Sport.
- Se fabricó en GM Egipto para comercializar en Medio Oriente como Chevrolet.
- Se fabricó por Isuzu EE.UU. para comercializar como Isuzu Rodeo y Honda Passport
- Se fabricó por Isuzu Japón para comercializar como Isuzu Amigo.
- No se comercializó en el Mercosur Brasil, Argentina, Uruguay y Paraguay.
- Se comercializó en Centro América y el Caribe como Isuzu Rodeo fabricada en EE.UU.
- Se fabricó en Indonesia y Filipinas como Isuzu Cameo 4x2 y Vega 4x4.
- Se importó a Bolivia por importadores desde EE.UU. los Isuzu Rodeo, Amigo y Honda Passport. Algunos Mu usados llegaron desde Japón.

## Segunda Generación 1998 - 2004
- Se fabricó por Isuzu Japón para comercializar en Japón como Isuzu Wizard y Mu.
- Se fabricó por Isuzu Japón para comercializar en Australia y Nueva Zelanda como Holden Rodeo y Rodeo Sport.
- Se fabricó por GM Reino Unido para comercializar en Reino Unido como Vauxhall Frontera y Frontera Sport.
- Se fabricó por GM Reino Unido para comercializar en Europa como Opel Frontera y Frontera Sport.
- Se fabricó por Isuzu EE.UU. para comercializar como Isuzu Rodeo y Honda Passport.
- Se fabricó por Isuzu Japón para comercializar como Isuzu Amigo y Rodeo Sport.
- No se comercializó en todos los países del Mercosur Brasil, Uruguay y Paraguay. Solo en Argentina se comercializó.
- Se comercializó en Centro América y el Caribe como Isuzu Rodeo fabricada en EE.UU.
- Se importó a Bolivia por importadores desde EE.UU. los Isuzu Rodeo, Amigo, Rodeo Sport y Honda Passport. Algunos Wizard usados llegaron desde Japón.
- en Ecuador se ensamblo hasta el año 2005

## Test de Seguridad Pasiva
Durante unas pruebas de impacto en Norteamérica, realizadas por el IIHS, la estructura del modelo de la primera generación, se deformó de forma visible. El volante retrocedió, y los pedales se rompieron. En general tuvo una mala puntuación, a pesar de que ya contaba con airbag, y una persona real no habría podido salir del vehículo por sus propios medios.
Cabe reseñar que una nueva edición del vehículo, realizada por Jiangling y fabricada en la misma planta en China, fue objeto de una prueba equivalente por el organismo alemán ADAC, que realiza para EuroNCAP las mismas pruebas. El resultado está vez fue totalmente desastroso, obteniendo 0 estrellas en la prueba frontal tanto como en la lateral. Tras ello, y tras las consecuentes reacciones, el vehículo fue revisado de urgencia para poder seguir adelante con las minoritarias ventas en ciertos países europeos.
También la segunda generación del Rodeo, que en varios países se seguía llamando Opel o Vauxhall Frontera, fue testada por IIHS, y esta vez EuroNCAP también realizó las pruebas. En ambas obtuvo un resultado muy similar, y aunque hubo daños visibles en la cabina, fueron bastante menores. A pesar del retroceso del volante, el airbag retuvo la cabeza del conductor, y el sistema de retención lo alejó en lo posible de mayores daños.
Durante la prueba de colisión lateral EuroNCAP, no existieron mayores problemas. En parte fue la altura del asiento lo que ayudó a obtener un resultado bastante positivo, además que la puerta resguardó de graves daños al dummy, a pesar de no disponer opcionalmente de ningún tipo de airbag lateral ni de cabeza.
Obtuvo así una media de tres estrellas de cinco en las pruebas generales de EuroNCAP 